# Alexandru Lazăr (actor)
Alexandru Lazăr (n. 24 aprilie 1933, Arțari, România – d. 16 octombrie 2019, București, România) a fost un actor și critic de film român.

## Biografie artistică
Alexandru (Sandu) Lazăr s-a născut pe 24 aprilie 1933 în comuna Ileana, județul Călărași. A urmat, la început, doi ani de Filologie la Universitatea din București, după care a trecut la Institutul de Arta Teatrală și Cinematografică „Ion Luca Caragiale” (IATC), la clasa de actorie a profesorului Moni Ghelerter, având-o ca asistentă pe Sorana Coroamă-Stanca.
În 1961, a absolvit IATC-ul cu spectacolele de absolvire „Steaua fără nume” de Mihail Sebastian, „Secunda 58” de Dorel Dorian și „Centrul înaintaș a murit în zori” de Agostino Cuzzani.
În perioada 1961-1975 a fost actor la „Teatrul Tineretului” din Piatra Neamț, după care, între anii 1975-1977, a fost asistent și apoi (1977-1991) lector universitar I.A.T.C. la clasa actorului Amza Pellea. În perioada 1991-2001 a fost conferențiar universitar la „Academia de Teatru și Film” (ATF), iar în 2001 devine doctor în istoria teatrului românesc. A fost, de asemenea, profesor la Facultatea de Arte a Universității „Hyperion” din București.

## Distincții
- Medalia Meritul Cultural clasa I (6 noiembrie 1967) „pentru merite în domeniul artei dramatice”[6]

## Filmografie[1]
- Gustul și culoarea fericirii (1978)
- Totul pentru fotbal (1978)
- Am fost șaisprezece (1980)
- Burebista (1980)
- Șantaj (1981)
- Saltimbancii (1981)
- Înghițitorul de săbii (1982)
- Calculatorul mărturisește (1982)
- Un saltimbanc la Polul Nord (1982)
- Căruța cu mere (1983)
- Fram - (1983)
- Secretul lui Bachus (1984)
- Raliul (1984)
- Fapt divers (1985)
- Sosesc păsările călătoare (1985)
- Promisiuni (1985)
- Racolarea (1985)
- Cucoana Chirița (1987)
- Secretul lui Nemesis (1987)
- Vulcanul stins (1987)
- Zîmbet de Soare (1988)
- Chirița în Iași (1988)
- O vară cu Mara (1989)
- Cine are dreptate? (1990)
- Harababura (1991)
- Stare de fapt (1995)
- Faimosul paparazzo (1999)
- Păcală se întoarce (2006)
- Moștenirea (2010)
- Aurora (2010)